# Superstudio
Superstudio war eine Gruppe von sechs Architekten (Peter Frassinelli, Alessandro Magris, Roberto Magris, Adolfo Natalini, Alessandro Poli, Cristiano Toraldo di Francia), die im Jahre 1966 in Florenz gemeinsam Entwürfe im Bereich Architektur und Industriedesign ausgearbeitet haben. Ihre Entwürfe wurden in Ausstellungen 1966 und 1967 in Pistoia und Modena gezeigt, wo sie ihre „Zwölf Idealstädte“ ausstellten. 1972 wurden ihre Arbeiten im Museum of Modern Art in New York City im Rahmen der Ausstellung: „Italy, the New Domestic Landscape“ ausgestellt.